# Маргетићи (Соколац)
Маргетићи су насељено мјесто у општини Соколац, Република Српска, БиХ. Према попису становништва из 1991. у насељу је живјело 121 становника.

## Историја
ИФОР је у августу 1996. нашао велику количину нелегалне муниције и мина ВРС, која је убрзо уништена.

## Становништво
| Демографија | Демографија | Демографија |
| Година      | Становника  | Становника  |
| ----------- | ----------- | ----------- |
| 1991.       | 121         |             |